# Bulgarisches Nationales Militärgeschichtliches Museum

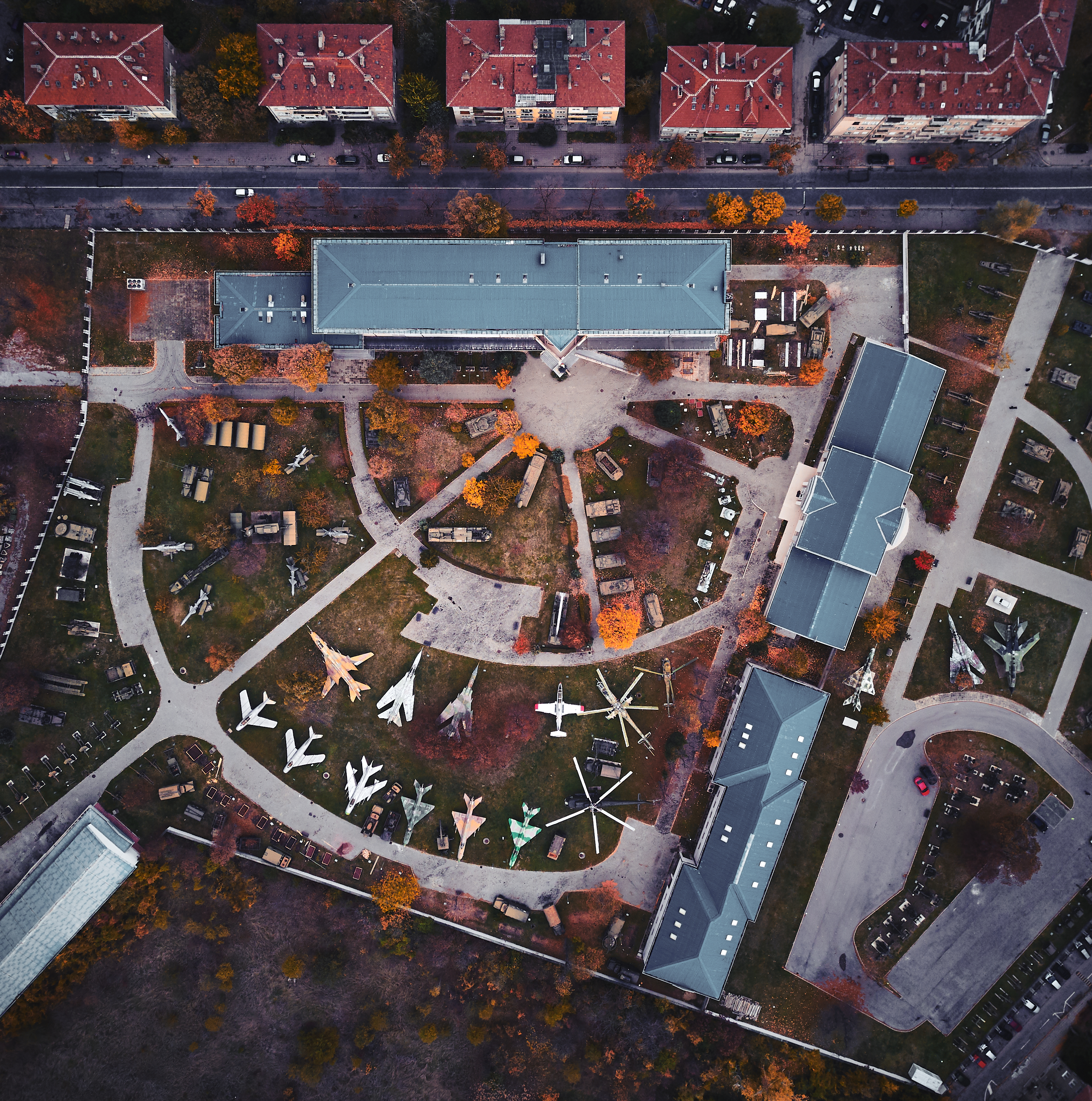
Luftaufnahme des Museums und des Freigeländes

Das Nationale Militärgeschichtliche Museum (bulgarisch Национален военноисторически музей Nazionalen woennoistoritscheski musej, kurz: НВИМ oder NWIM) in der bulgarischen Hauptstadt Sofia ist ein staatliches militärgeschichtliches Museum. Es liegt an der Tscherkownastraße Nr. 92 gut zwei Kilometer südöstlich des Stadtzentrums.

## Geschichte
Am 1. August 1914 wurde aufgrund eines Dekrets des Zaren von Bulgarien, Ferdinand I., im Hauptquartier der bulgarischen Armee eine militärhistorische Kommission eingerichtet und wenig später beschlossen, das Museum mit angegliedertem Archiv und Bibliothek zu gründen. Ab Juli 1916 begann die Zusammenstellung der Sammlungen des Museums, „… um für die Ewigkeit alle Gegenstände zu bewahren, die mit den Ereignissen verbunden sind, die die wichtigsten Aspekte unserer Militärgeschichte markieren“.
Die erste Ausstellung fand am 12. Mai 1937 in einem gemieteten Gebäude statt. 1949 wurde das Museum in „Zentralmuseum der Volksarmee“ umbenannt. In den Jahren 1950 und 1951 zog das Museum um und eröffnete 1952 neu. Im Jahr 1968 erhielt es den Status einer Nationalen Institution und bekam seinen heutigen Namen.
Zweck des Museums ist es, wertvolle kulturelle Artefakte, die einen Bezug zur nationalen oder kontinentalen Militärgeschichte aufweisen, zu sammeln, wissenschaftlich zu untersuchen, zu dokumentieren und zu konservieren sowie für die Öffentlichkeit zu bewahren und auszustellen. Damit erfüllt es auch eine kulturpädagogische Informationsaufgabe, die sich ebenso in der Organisation und Durchführung von wissenschaftlichen Veranstaltungen widerspiegelt. Eine weitere Aufgabe ist die Dokumentation, Untersuchung, Erhaltung und Pflege bulgarischer Kriegsdenkmäler.
Das Museum verfügt über eine mehr als eine Million Stücke umfassende Sammlung hauptsächlich von Waffen, Uniformen sowie Orden und Ehrenzeichen. Auf dem etwa vier Hektar großen Freigelände sowie fünftausend Quadratmetern Ausstellungsfläche im Inneren werden rund 28.000 Exponate ausgestellt. Die Bibliothek bietet Zugang zu etwa 15.000 Büchern und anderen Dokumenten. Dazu gehört auch ein umfangreiches Filmarchiv. Außerhalb des Ausstellungsbereichs verfügt es über temporäre Ausstellungshallen, zwei mobile Konferenzräume mit fünfzig und zweihundert Sitzplätzen, einen Buchladen und Cafés.
Als Außenstellen gehören zum Museum das Marinemuseum in der Hafenstadt Warna, das „Parkmuseum der Waffenbrüderschaft von 1444“, ebenfalls in Warna, sowie das bulgarische Luftfahrtmuseum in Krumow bei Plowdiw.

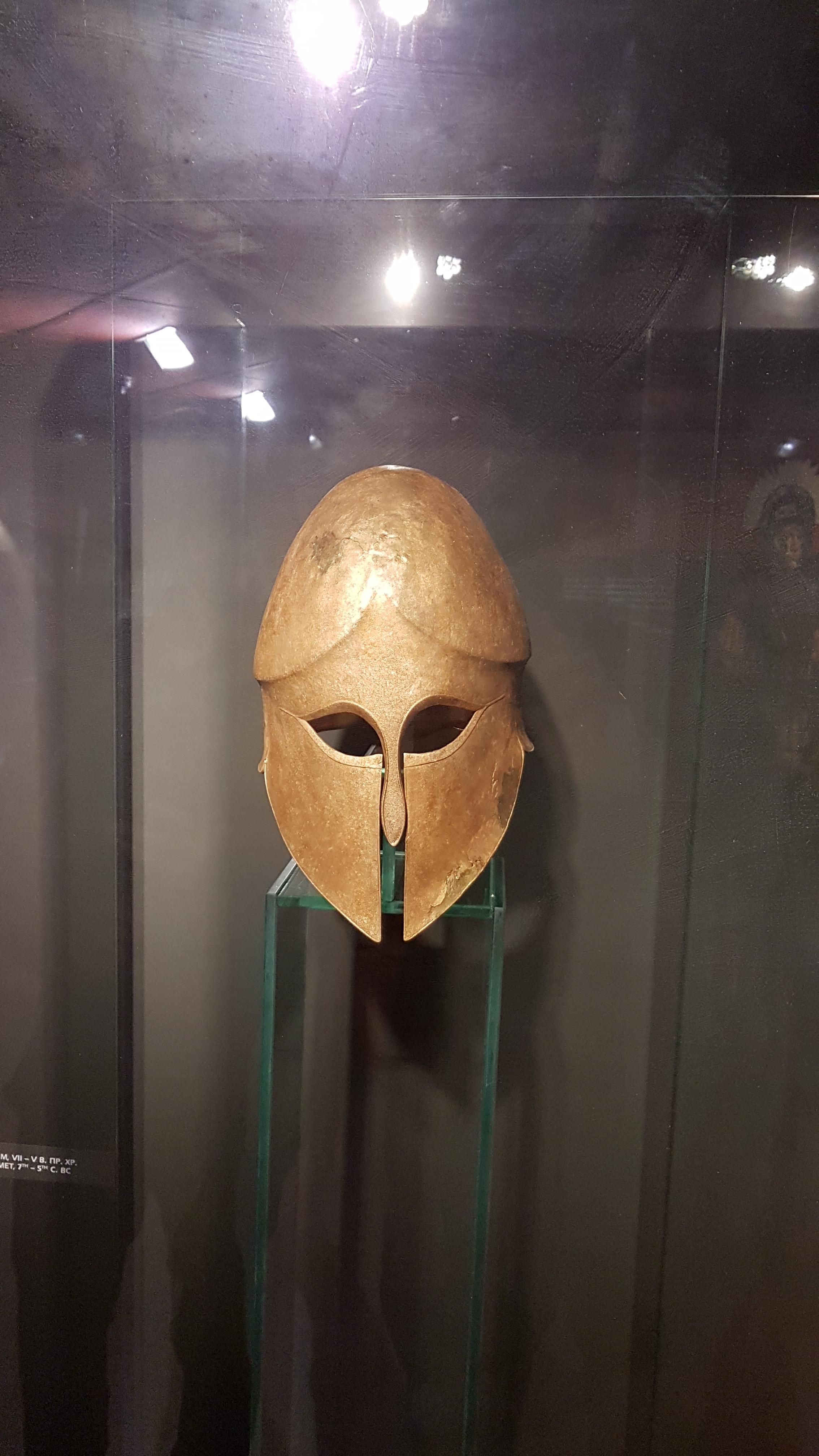
Antiker Helm
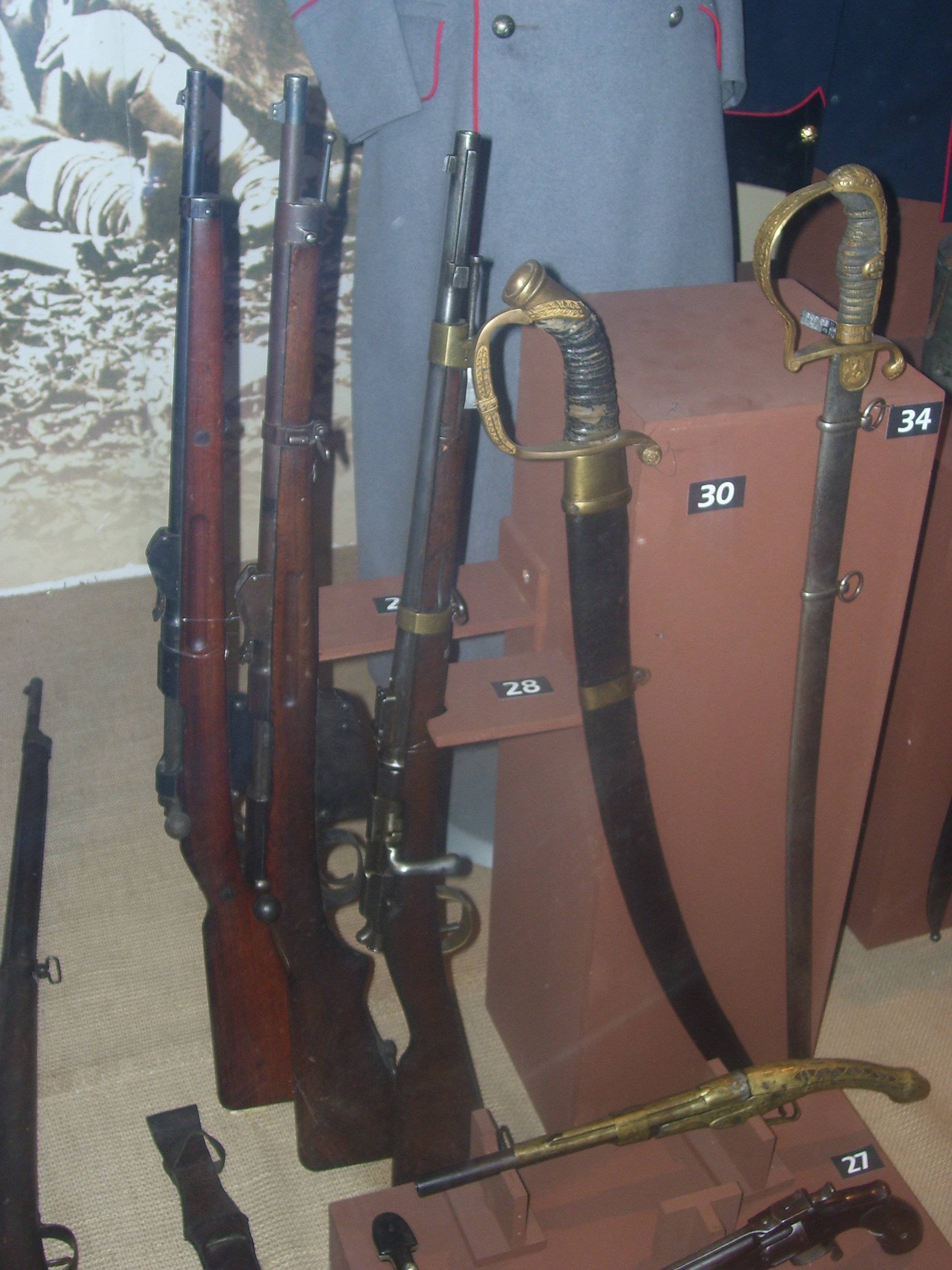
Karabiner, Pistolen und Säbel
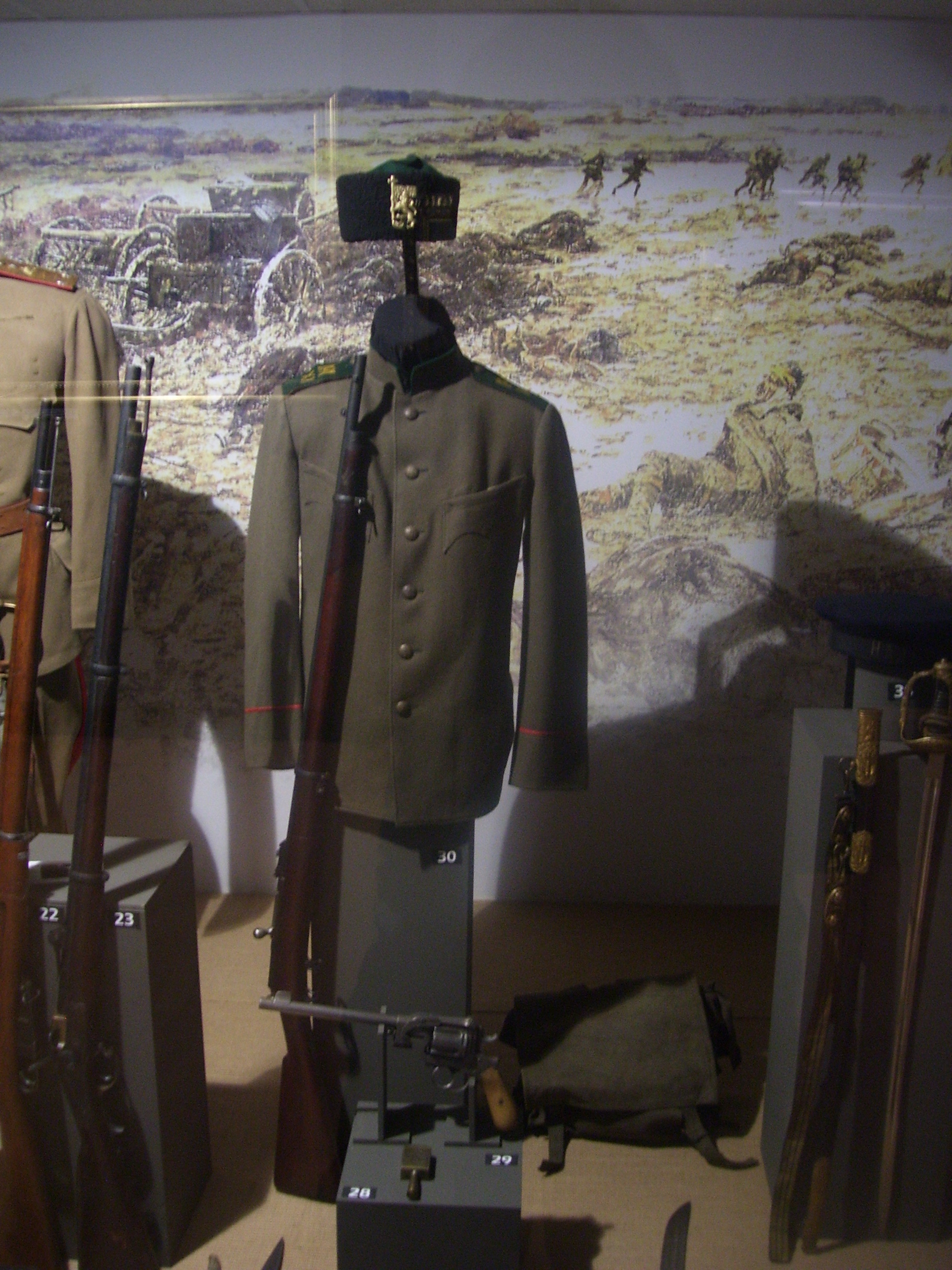
Historische Uniformen
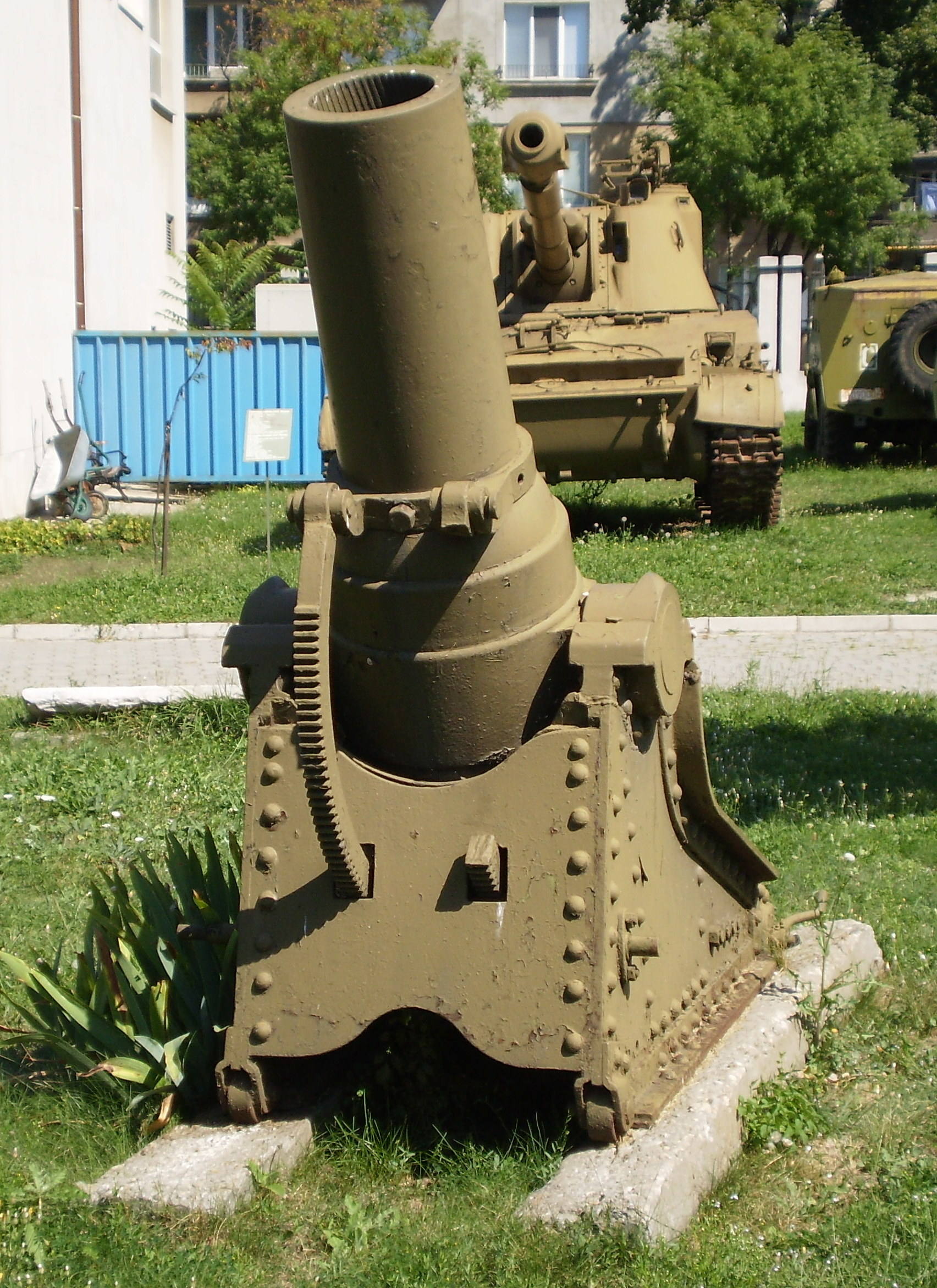
Russischer Mörser aus dem 19. Jahrhundert
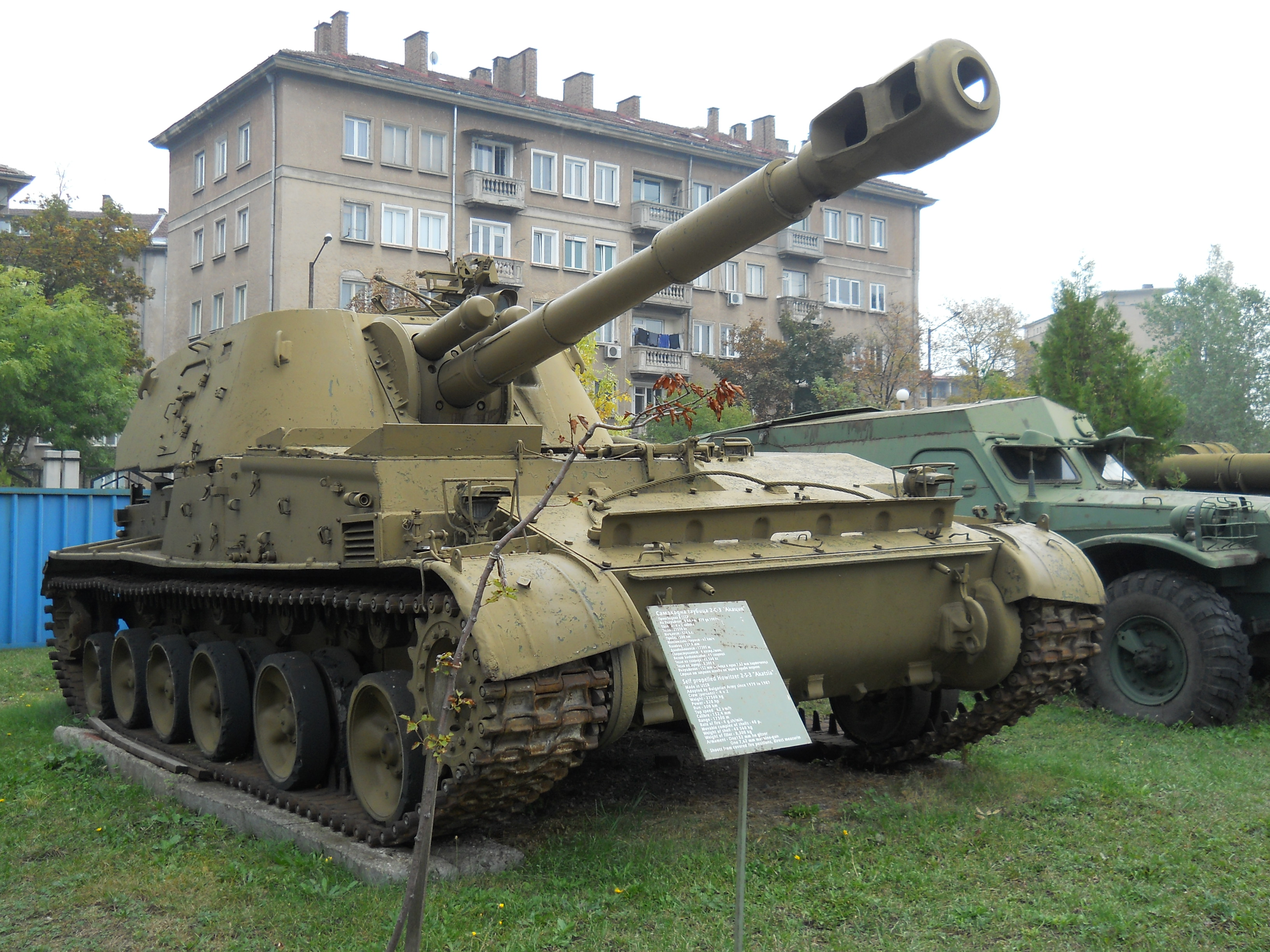
Selbstfahrlafette 2S3 sowjetischen Ursprungs aus den 1960er-Jahren
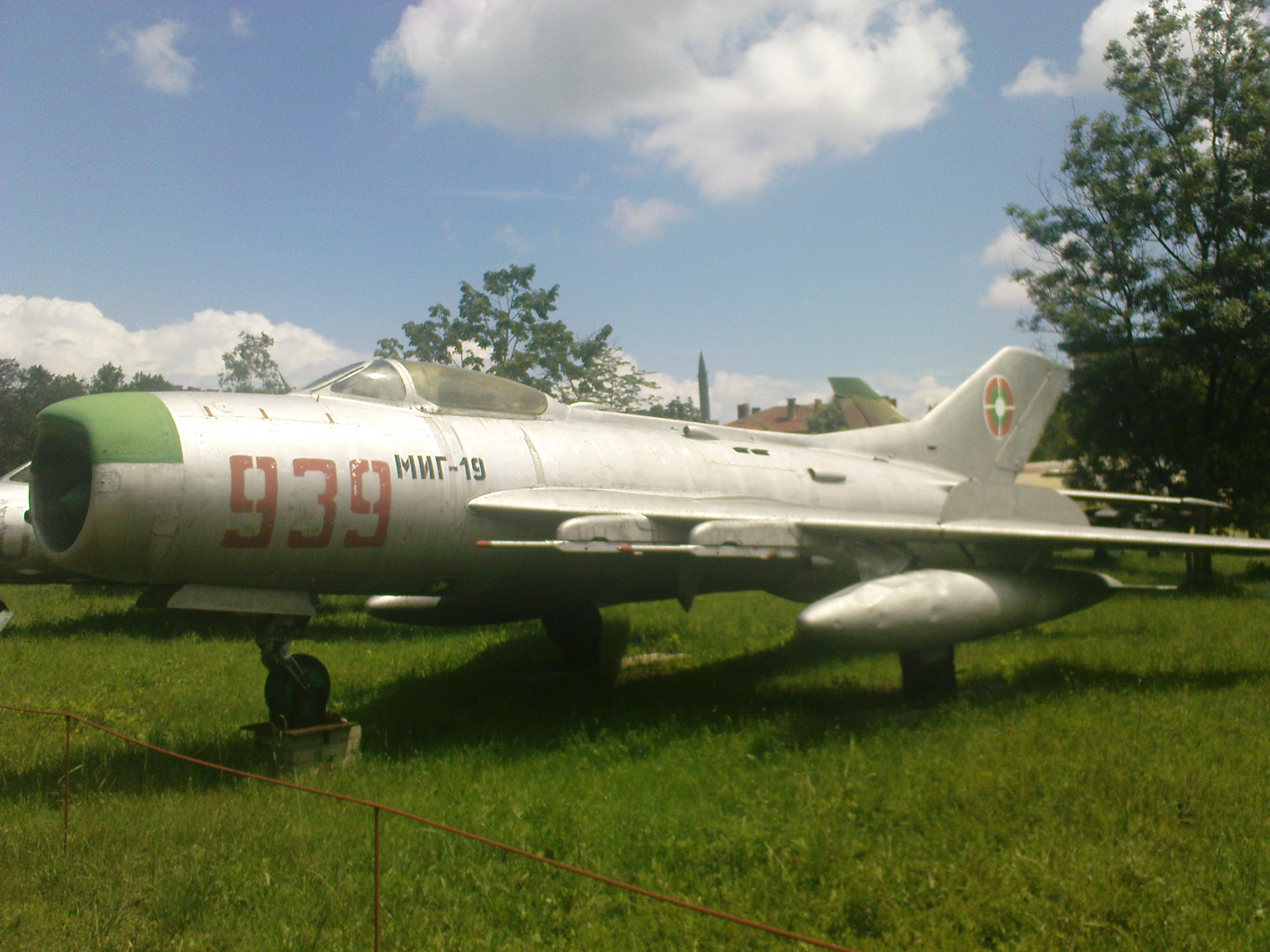
Jagdflugzeug MiG-19PM